# 福富町 (佐賀県)
福富町（ふくどみまち）は、佐賀県の中南部に位置した町。佐賀平野でも有数のレンコン産地で知られる町であった。2005年1月1日に杵島郡白石町・有明町と合併（新設合併）し、新たに白石町となった。

## 地理
町全体が、干拓地であり、平均標高は1mである。夏は台風の影響を受けやすく、昔から台風の被害に悩まされてきた地域である。
- 山 ： 標高が低いため山がない。
- 河川 ： 六角川
- 湖沼 ： 特に著名なものはない。

## 歴史
- 1889年（明治22年）4月1日 - 町村制の施行により、福富村、福富下分村の区域をもって福富村が発足。
- 1959年（昭和34年）9月16日から18日 - 宮古島台風が九州に接近。有明海干拓地の堤防が決壊して家屋80戸が水没、水田30haが壊滅的な被害を受ける[1]。
- 1967年（昭和42年）4月1日 - 町制施行し福富町となる。
- 2005年（平成17年）1月1日 - 杵島郡白石町・有明町と合併（新設合併）し、新たに白石町となった。

## 行政
- 町長 ： 喜多輝昭（1997年から）

## 経済

### 産業
- 主な産業 ： 農業 レンコン・タマネギ・イチゴ・米・海苔の生産が盛ん。
- 産業人口

## 姉妹都市・提携都市
未締結

## 地域

### 教育

#### 小・中学校
- 福富町立福富小学校
- 福富町立福富中学校

## 交通

### 空港
一番近い空港は佐賀空港

### 鉄道路線
福富町には鉄道路線はない。

### 道路
- 高速道路 ： ある
- 一般国道
  - 市町村内を走る一般国道 ： 国道444号
- 都道府県道
  - 市町村内を走る県道 ：

## 名所・旧跡・観光スポット・祭事・催事
- 龍神社
- 福富神社
- 金刀比羅社
- マイランド公園

## 関連文献
- 福富村郷土誌 - Google ブックス（福富村, 1932年）